# لورينا بيرنال
لورينا بيرنال باسكوال (بالإسبانية: Lorena Bernal)‏ (ولدت في 12 مايو 1981) ممثلة، مضيفة تلفزيونية وعارضة أزياء أرجنتينية إسبانية.

## نشأتها
ولدت برنال في سان ميغيل دي توكومان، الأرجنتين. انتقلت إلى سان سيباستيان، إسبانيا، عندما كانت تبلغ من العمر عامًا، ودرست في المدرسة الفرنسية ليسي فرانسيس دي سانت سيباستيان في المدينة، ثم في مدرسة موريس رافيل في سان جان دي لوز عبر الحدود في فرنسا. تتحدث الإسبانية والإنجليزية والفرنسية بطلاقة.

## روابط خارجية
- لورينا بيرنال على موقع IMDb (الإنجليزية)
- لورينا بيرنال على موقع قاعدة بيانات الفيلم (الإنجليزية)
- لورينا بيرنال على موقع دليل عارضات الأزياء (الإنجليزية)

```
*
لورينا بيرنال
 في 
قاعدة بيانات الأفلام على الإنترنت
```

- http://www.lorenabernal.es/ - Official website